# Jorge Maqueda Peño
Jorge Maqueda Peño (Palencia, Španjolska, 6. veljače 1988.) je španjolski rukometaš. Igra na poziciji desnog vanjskog. Španjolski je reprezentativac. Pod ugovorom je s Aragónom, a igra za Barcelonu. S Barcelonom je igrao u Ligi prvaka. 2005./2006. i 2006./2007., a s Aragónom u Kupu EHF-a 2009./2010.
Još je igrao za Alcobendas, od 2007. do 2009., nakon čega je prešao u Aragón, za kojeg je igrao od 2009. do 2011. godine.
Za Španjolsku izabranu momčad je igrao na EP-u 2010., na kojem je osvojio 6. mjesto. i na SP 2011., na kojem je osvojio broncu. Do prosinca 2010. je odigrao 7 utakmica za Španjolsku i postigao 15 pogodaka.

## Vanjske poveznice
- Profil na Eurohandball.com  Arhivirana inačica izvorne stranice od 26. svibnja 2015. (Wayback Machine)